# Сиріл Газард
Си́ріл Га́зард — відомий британський астроном, який здійснив революцію в спостереженні квазарів разом із Джоном Болтоном у 1962 році. Його робота дозволила іншим астрономам знайти червоні зміщення в ліній випромінювання від інших радіоджерел.

## Рання робота
Сиріл Газард народився 18 березня 1928 року в № 6, Флош Котеджс, Кліатор, Камберленд. Сиріл Газард виріс у Клеатор Мур, Камберленд. Здобув ступінь доктора в Манчестерському університеті, навчаючись у сера Бернарда Ловелла. Спочатку працював в Обсерваторії Джодрелл-Бенк.

## Відкриття
Було задіяно два радіоджерела 3C 48 і 3C 273. Вимірювання, проведені Сирілом Газардом і Джоном Болтоном під час одного з затемнень за допомогою радіотелескопа Parkes, дозволили Мартенові Шмідту оптично ідентифікувати об'єкт і отримати оптичний спектр за допомогою 200-дюймового телескопа Гейла на горі Паломар. Цей спектр виявив такі самі дивні лінії випромінювання. Шмідт зрозумів, що насправді це були спектральні лінії водню, зміщені в червоний колір на 15,8 відсотка. Це відкриття показало, що 3C 273 віддаляється зі швидкістю 47 000 км/с.

## Техніка
Оскільки джерело ховається позаду Місяця (тобто проходить позаду), виробляються дифракційні картини в стилі Френеля, які можуть бути виявлені дуже великими радіотелескопами та обчислені точні місця розташування.

## Пам'ять
Мала планета 9305 Газард, відкрита 7 жовтня 1986 року Едвардом «Тедом» Боуелом, була названа на його честь.